# زیرو ۷

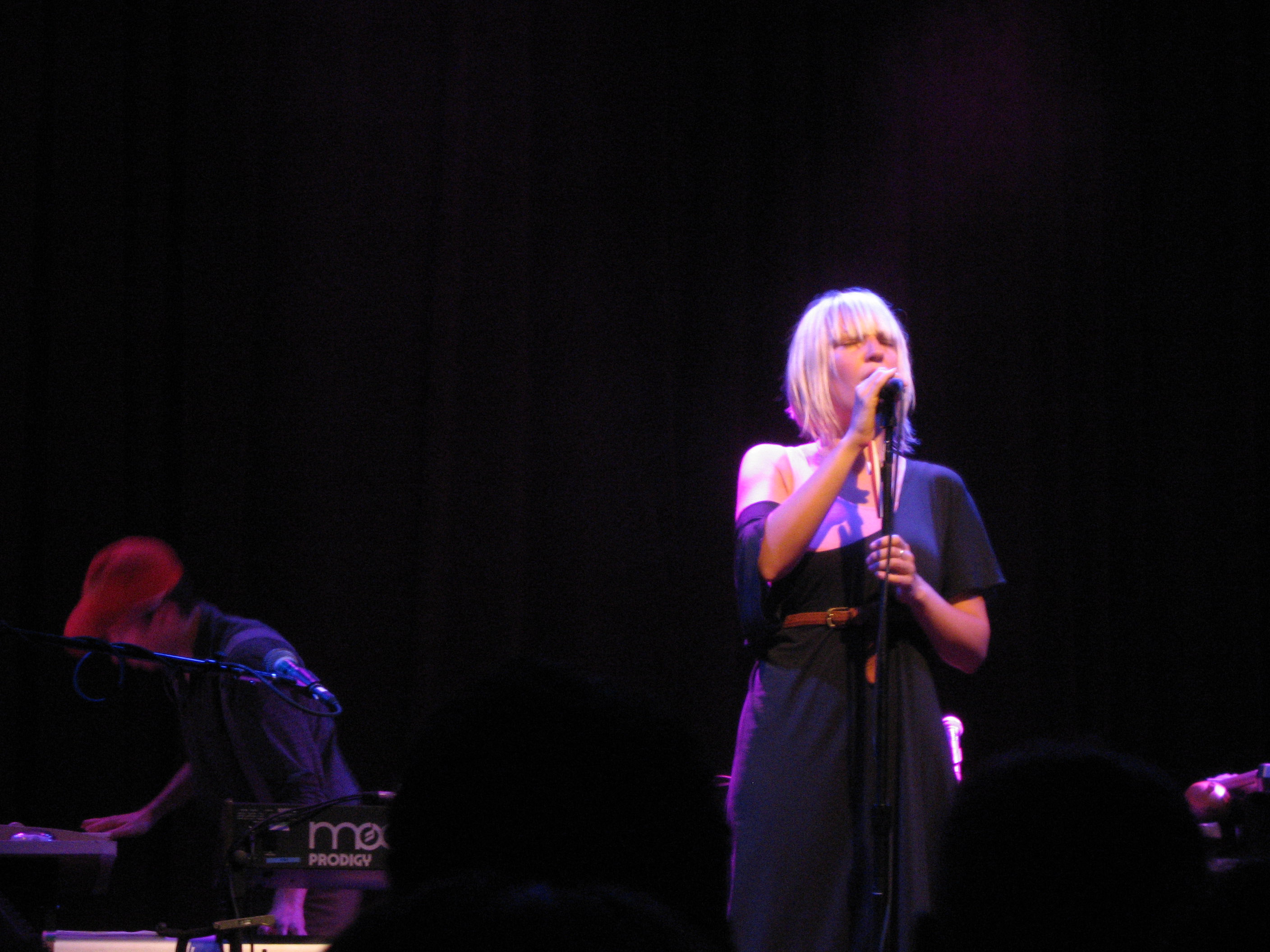
کنسرت سال ۲۰۰۶ در سانفرانسیسکو

زیرو ۷ (به انگلیسی: Zero 7) از گروه‌های سبک موسیقی تریپ-هاپ و داون تمپو است.
خاستگاه آن‌ها شهر لندن است و در سال ۲۰۰۷ نامزد دریافت یک جایزهٔ گرمی شده‌اند.